# عرض آل الصقير (سيئون)

تعديل مصدري - تعديل

عرض ال الصقير هي إحدى قرى عزلة سيئون بمديرية سيئون التابعة لمحافظة حضرموت، بلغ تعداد سكانها 705 نسمة حسب تعداد اليمن لعام 2004.